# Доњи Добретин
Доњи Добретин је насељено мјесто у општини Двор, у Банији, Сисачко-мославачка жупанија, Република Хрватска.

## Историја
Доњи Добретин се од распада Југославије до августа 1995. године налазио у Републици Српској Крајини.

## Становништво
Насеље је према попису становништва из 2011. године имало 20 становника.
| Националност       | 1991. | 1981. | 1971. | 1961. |
| Срби               | 53    | 177   | 341   | 445   |
| Југословени        |       | 81    | 1     | 5     |
| Хрвати             |       | 2     |       | 1     |
| Црногорци          |       | 1     |       |       |
| Мађари             |       |       | 1     |       |
| Муслимани          |       | 1     | 1     |       |
| остали и непознато |       |       | 5     | 1     |
| Укупно             | 53    | 265   | 349   | 452   |

| Демографија | Демографија | Демографија |
| Година      | Становника  | Становника  |
| ----------- | ----------- | ----------- |
| 1961.       | 452         |             |
| 1971.       | 349         |             |
| 1981.       | 265         |             |
| 1991.       | 53          |             |
| 2001.       | 15          |             |
| 2011.       |             | 20          |